# وینتربورن هاگتون
وینتربورن هاگتون (به انگلیسی: Winterborne Houghton) یک روستا و محله مدنی در بریتانیا است که در North Dorset واقع شده‌است. وینتربورن هاگتون ۱۸۳ نفر جمعیت دارد.